# Wario’s Woods
Wario’s Woods (jap.: ワリオの森, Hepburn: Wario no Mori) ist ein Puzzlespiel, das von Nintendo entwickelt und am 19. Februar 1994 in Japan, am 10. Dezember 1994 in Nordamerika und 1995 für andere Regionen für das Nintendo Entertainment System (NES), am 10. Dezember 1994 und 1995 für andere Regionen für Super Nintendo Entertainment System (SNES) und am 23. April 1995 exklusiv in Japan für den Satellaview veröffentlicht wurde.

## Handlung
Der Wald war eine sichere Heimat für Tiere, bis Wario auftauchte und dafür sorgte, dass es dort nun von Monstern wimmelt. Toad ist der Einzige, der das Chaos beseitigen kann, indem er die Monster mithilfe von Bomben eliminiert.

## Spielprinzip
Wario’s Woods ist ein Puzzlespiel, bei dem Toad Bomben und Gegner in gleichfarbigen Reihen anordnen muss, um Punkte zu erhalten und ins jeweilige nächste Level zu kommen. Alle Versionen des Spiels enthalten dieselben vier Spielmodi: Round Game, VS mode, Time Attack und Lesson.

### Multiplayer
Das Spiel verfügt über einen Mehrspielermodus, genannt „VS“ oder „VS 2P“, in dem der Spieler gegen einen anderen Spieler antreten kann. Im Mehrspielermodus können die Spieler zwei oder mehr Spiele nacheinander machen, um einen Stapel von Feinden auf dem Feld des Gegners zu bilden.

## Rezeption
Wario’s Woods wurde von der Fachpresse überwiegend positiv aufgenommen. AllGame bewertete die NES-Version des Spiels mit vier von fünf und die SNES-Version mit 3,5 von fünf Sternen.